# Route forestière 3
Die F3 war eine Straße auf Korsika, die 1854 durch den Décret Impérial 1782 festgelegt wurde. Sie wurde angelegt, um einen der Wälder Korsikas für die Holzwirtschaft zu erschließen. Betrieben durch den Staat, hatte sie den Rang einer Nationalstraße. Die F3 zweigte von der N199 in Lozari ab und führte in den Forêt de la Tartagine unterbrochen von der N197. Ihre Gesamtlänge betrug 40 Kilometer. 1973 wurde der Teil zwischen der N199 und N197 Teil der neuen Führung der N197; der Rest wurde abgestuft.